# Bandeira do Tajiquistão

Bandeira da República Socialista Soviética Tajique (1953 - 1991)

A bandeira do Tajiquistão foi adotada em 25 de novembro de 1992, após a independência alcançada por este país, a última das ex-repúblicas soviéticas a adotar emblema próprio após a dissolução da União Soviética.
A bandeira é composta por três faixas horizontais nas cores vermelho, branco e verde. No centro da faixa branca central está o emblema dourado que consiste em uma coroa estilizada rodeada por sete estrelas de cinco pontas formando um semicírculo.
O vermelho representa a unidade da nação, o branco representa as plantações de algodão e a neve da montanha e o verde representa a natureza do país e seus vales.